# Olbramovice Ves
Olbramovice Ves (Duits: Olbramowitz Dorf) is een Tsjechische plaats in de gemeente Olbramovice, regio Midden-Bohemen, en maakt deel uit van het district Benešov. Het dorp ligt op 1,5 kilometer afstand van Olbramovice.
Olbramovice Ves telt 756 inwoners (2021).

## Geografie
De Konopišťskýbeek (Duits: Konnopischter Bach) stroomt langs het dorp.

## Geschiedenis
De eerste schriftelijke vermelding van het dorp dateert van 1352.
Sinds 1945 is Olbramovice Ves volledig ondergebracht bij het district Benešov.

## Voorzieningen
Feitelijk vormt Olbramovice Ves het belangrijkste deel van de gemeente: hier bevinden zich de grootste kerk, het gemeentehuis, de belangrijkste verkeersknooppunten, het station en het grootste deel van de bebouwing. Ook is er een basisschool gevestigd.

## Verkeer en vervoer

### Autowegen
Er leidt een regionale weg naar het dorp.

### Spoorlijnen
Er is geen station in Olbramovice Ves. Het dichtstbijzijnde station is in Olbramovice, op zo'n 1,5 kilometer afstand. Dat station ligt aan spoorlijn 220 van Praag naar Tábor en České Budějovice. Ook begint hier spoorlijn 223 naar Sedlčany.
Spoorlijn 220 is dubbelsporig en maakt deel uit van het Europese spoorsysteem. Tussen 2010 en 2013 werd de lijn grondig gemoderniseerd, waarbij sommige gedeelten verplaatst werden, om zo een minder bochtig tracé te creëren. Eind 2015/begin 2016 werd het oude tracé omgebouwd tot fietspad, om Votice, Olbramovice en Bystřice te verbinden.

### Buslijnen
Er zijn twee bushaltes in het dorp:
| Halte                  | Lijn(en)    | Traject(en)                                                         | Vervoerder(s)                          |
| ---------------------- | ----------- | ------------------------------------------------------------------- | -------------------------------------- |
| Olbramovice, Ves       | 401 558 566 | Praag-Roztyly - Jindřichův Hradec Votice - Bystřice Votice - Vojkov | CŠAD Benešov CŠAD Benešov CŠAD Benešov |
| Olbramovice, u Svatých | 401 558 566 | Praag-Roztyly - Jindřichův Hradec Votice - Bystřice Votice - Vojkov | CŠAD Benešov CŠAD Benešov              |

## Bezienswaardigheden
- Allerheiligenkerk;
- Burcht bij de voormalige hofstede (vlak bij de kerk);

- Monumentale graanschuur.

## Galerij

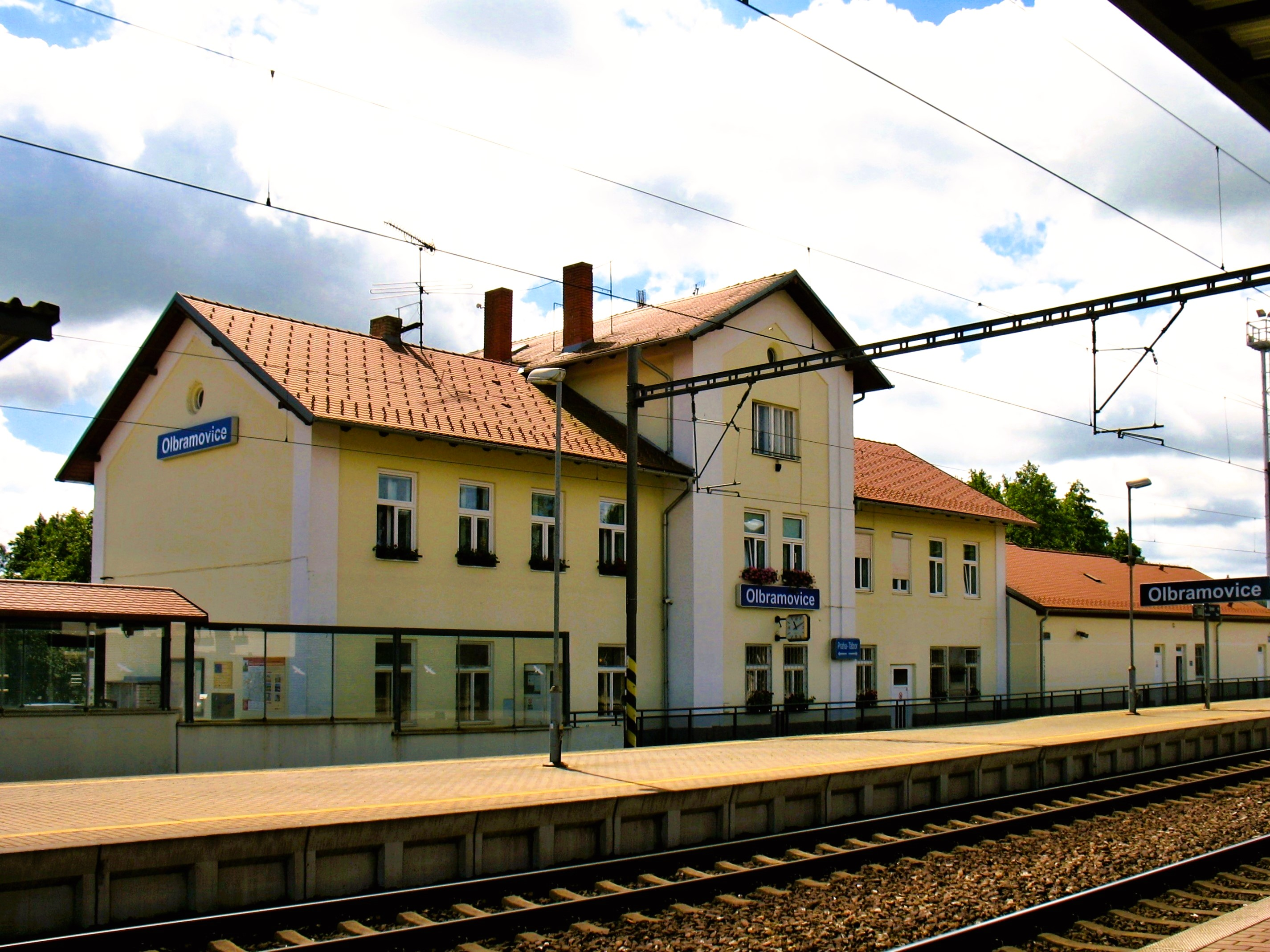
Station Olbramovice (2024)
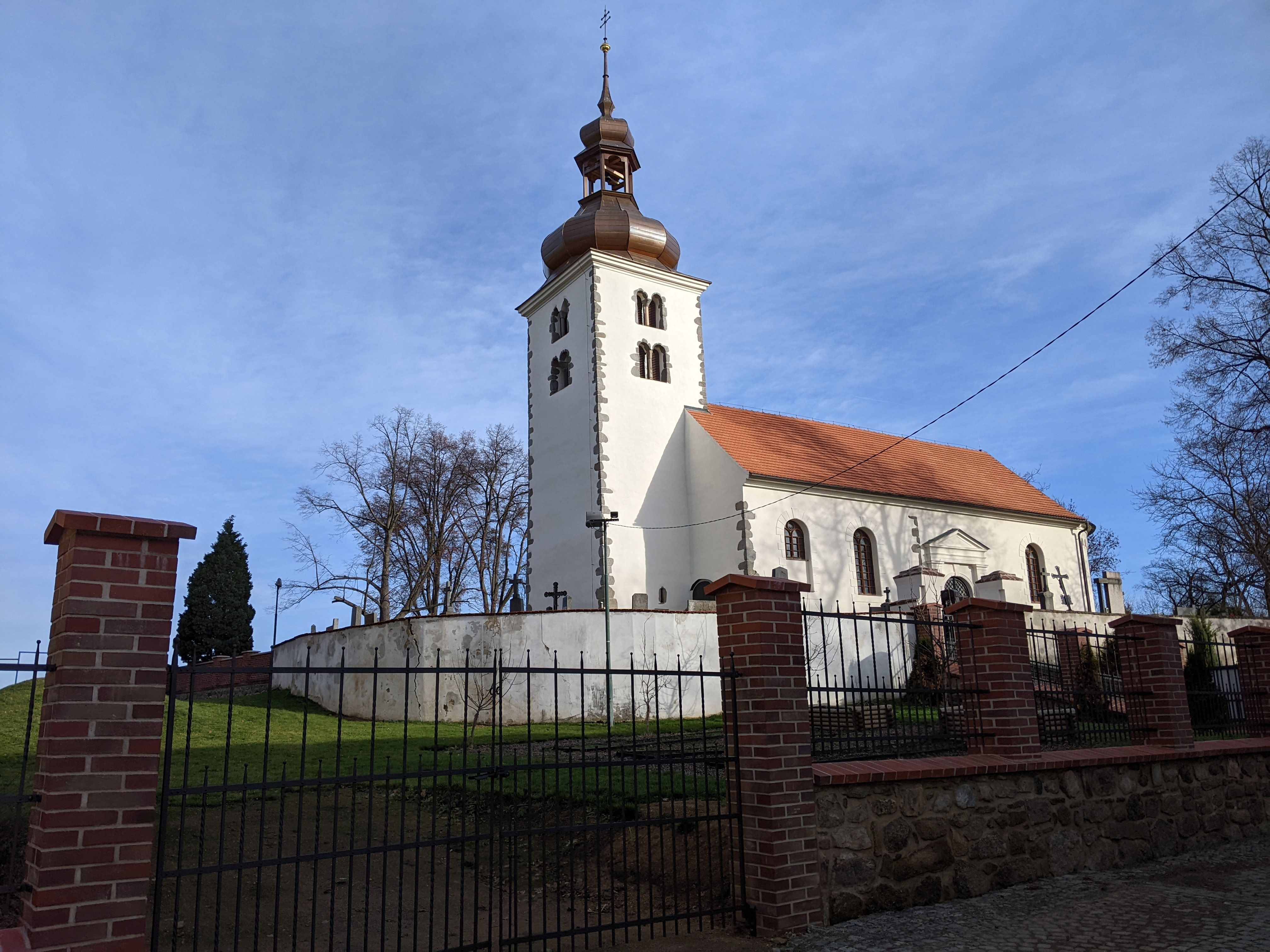
Allerheiligenkerk (2023)
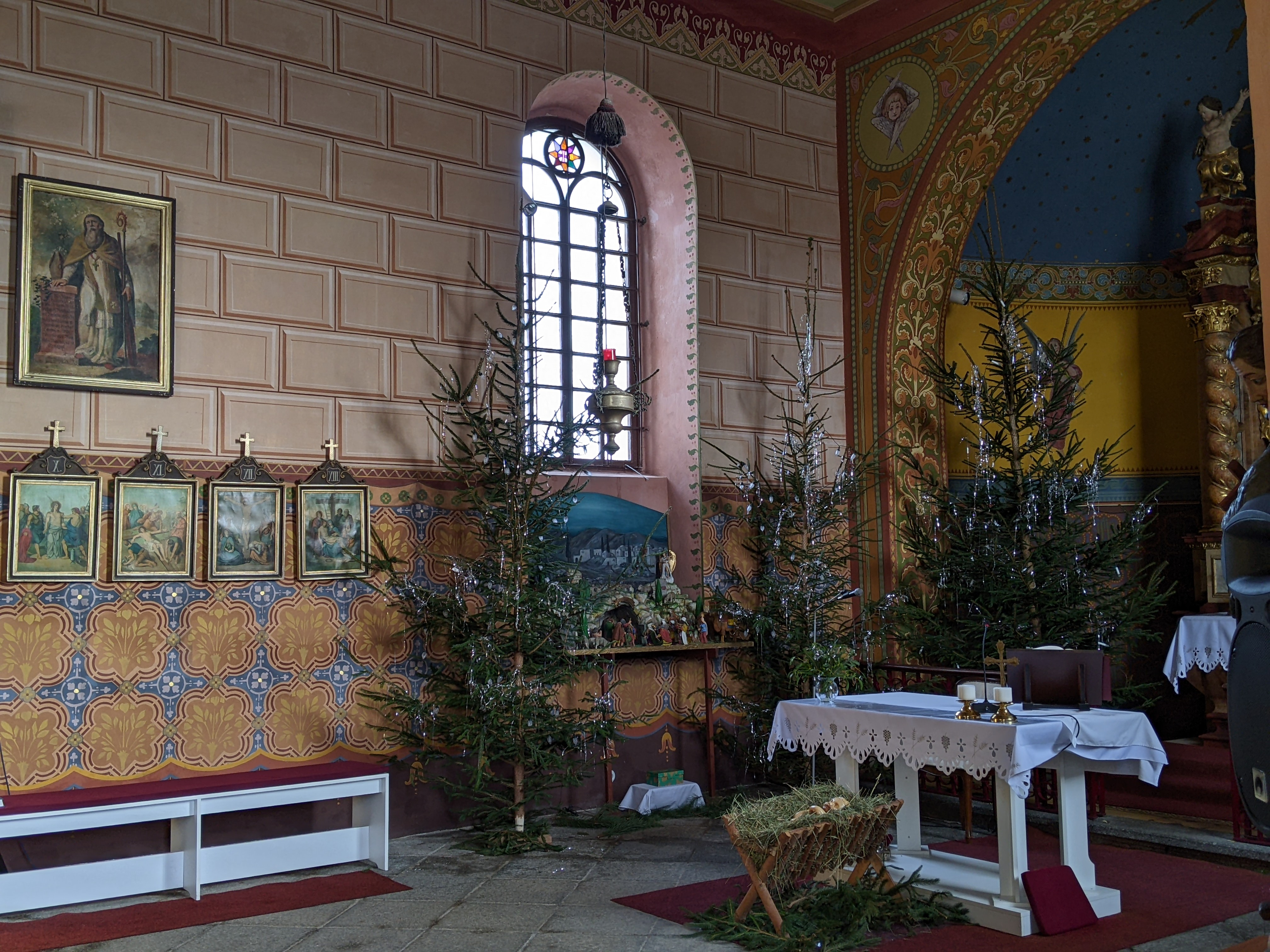
Allerheiligenkerk - interieur (2023)
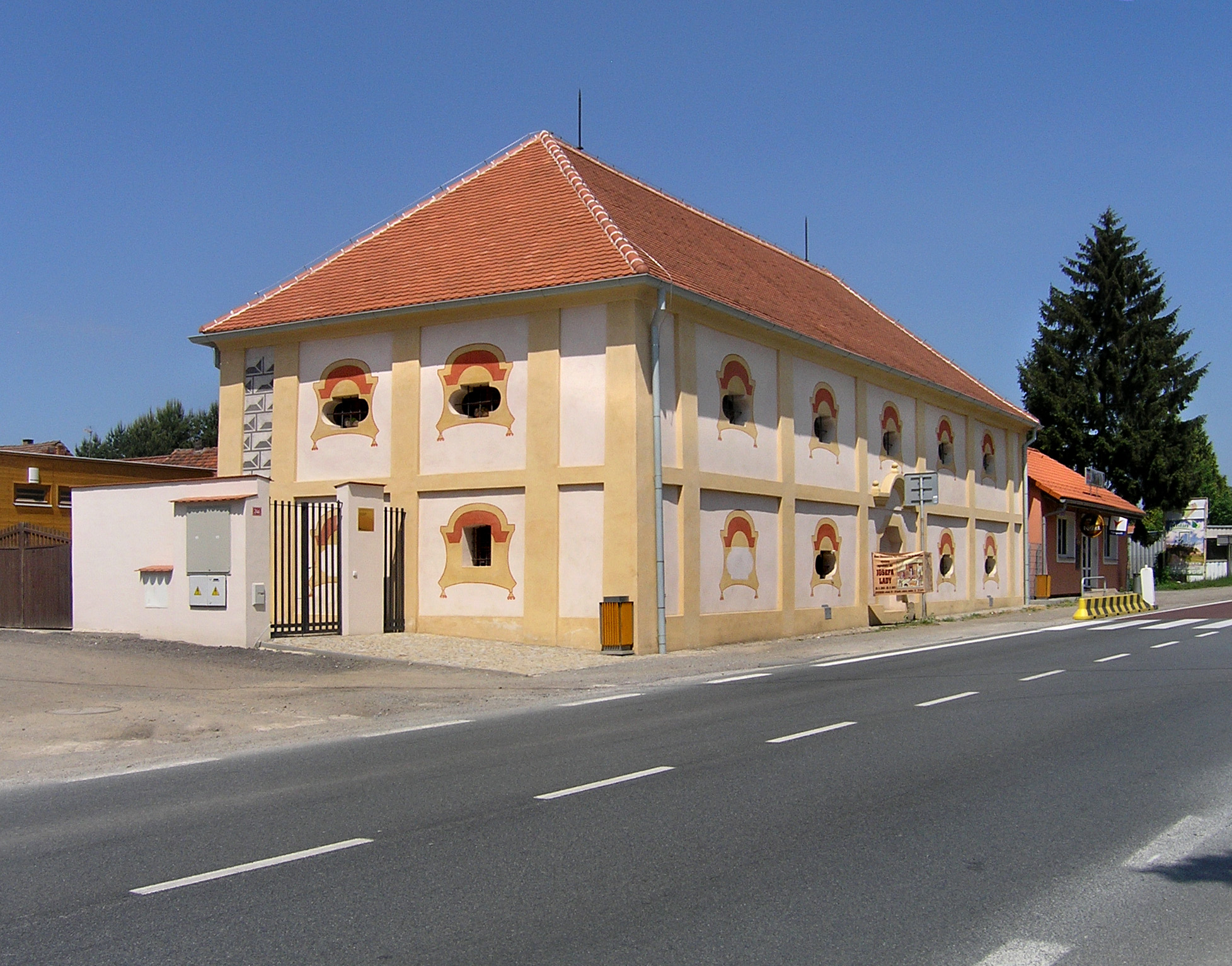
Monumentale graanschuur (2015)
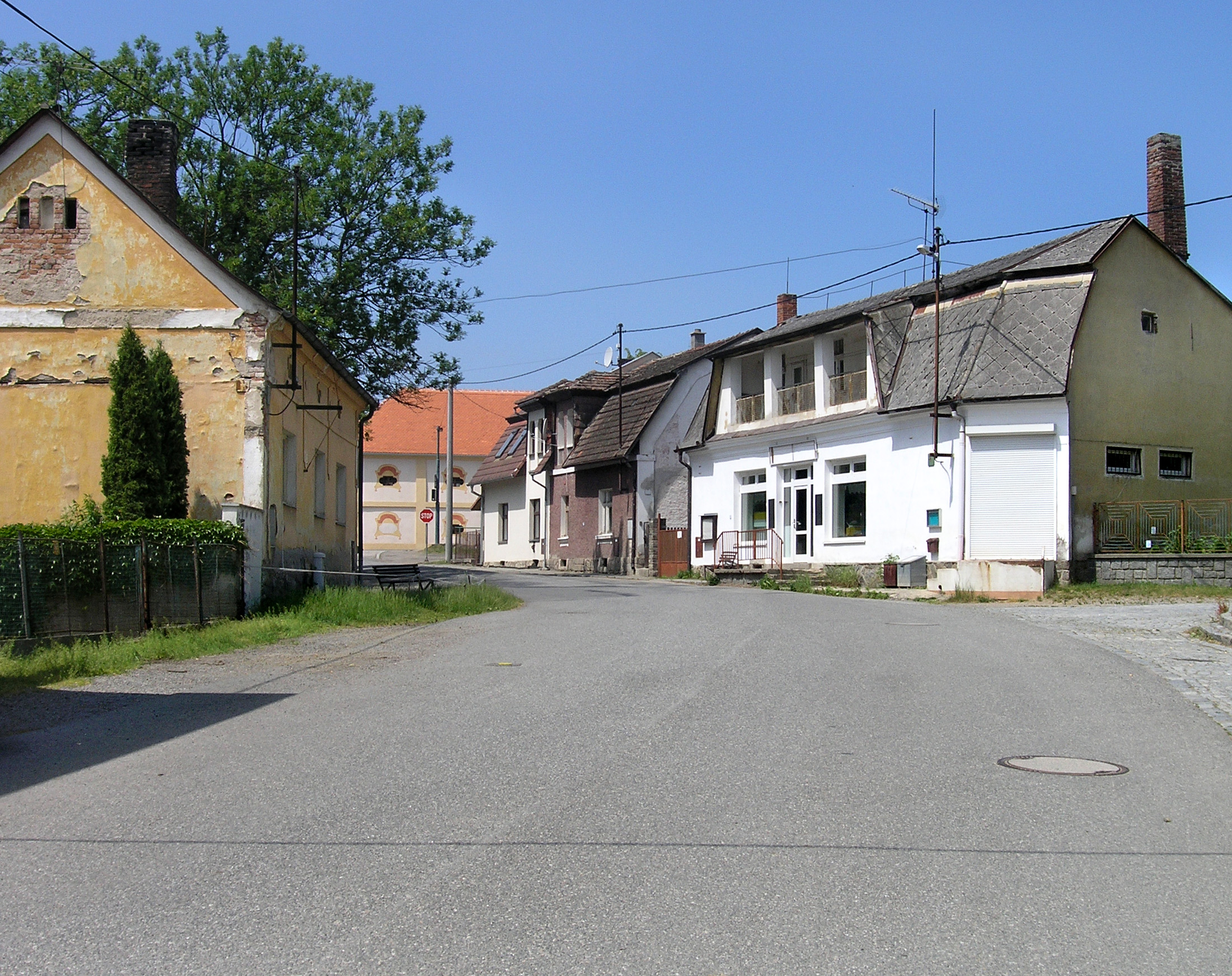
Huizen in het dorp (2015)
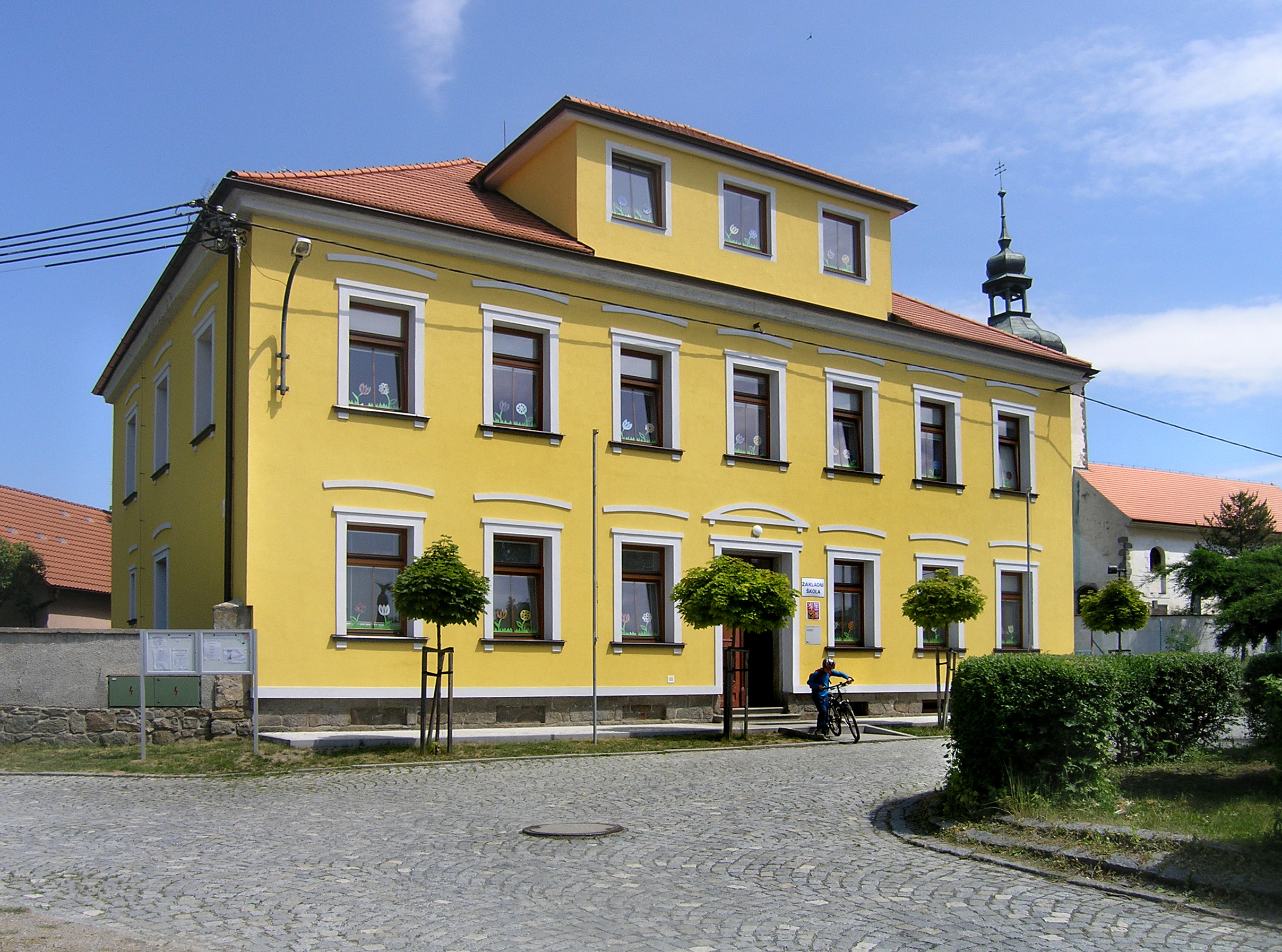
Basisschool (2015)